# توماس جاي رايت
توماس جاي رايت (بالإنجليزية: Thomas J. Wright)‏ هو منتج أفلام ومخرج أمريكي، ولد في 1950 في الولايات المتحدة.

## وصلات خارجية
- توماس جاي رايت على موقع IMDb (الإنجليزية)
- توماس جاي رايت على موقع قاعدة بيانات الفيلم (الإنجليزية)